# St. Martinsvorstadt (Iphofen)
Die St. Martinsvorstadt ist ein historischer Siedlungskern der unterfränkischen Stadt Iphofen im Landkreis Kitzingen. Die Vorstadt war eng mit der dort gelegenen Martinskirche verbunden und wurde nach dem Abriss der Kirche im 17. Jahrhundert zur Wüstung.

## Geografische Lage
Die St. Martinsvorstadt lag im Süden und Südosten der von der Iphöfer Stadtbefestigung umgebenen Altstadt. Das Areal wird heute von der Kreisstraße KT 19 durchzogen, die hier den Namen Birklinger Straße trägt. Begrenzt wird es von der heutigen Bahnhofstraße im Südwesten und der Einersheimer Straße im Südosten. Der Siechhausbach fließt durch das Gebiet. Es ist heute weitgehend unbebaut, lediglich eine Hausnummer an der Birklinger Straße ist hier zu finden. Die Fläche wird von Krautgärten und Wiesen beherrscht, die heute den Bewohnern von Iphofen gehören. An die im Zentrum des Gebiets verortete, namensgebende Pfarrkirche St. Martin erinnert heute noch der städtische Friedhof. Außerdem geben die beiden Flurstücke „gegen Sant Martin“ und „hinder Sant Merten“ einen Hinweis auf die ehemalige Vorstadt. Das Areal wird vom Bayerischen Landesamt für Denkmalpflege als Bodendenkmal eingeordnet.

## Geschichte
Die Martinskirche wurde erstmals im Jahr 1329 urkundlich erwähnt. Sie war von einer Kirchhofmauer umgeben, die zugleich als Ummauerung für den städtischen Friedhof diente. Einzelne Baulichkeiten waren bereits im 14. Jahrhundert der Kirche zugeordnet. So nannte eine Urkunde von 1345 einen Hof in der Nähe des Kirchhofs, der dem damaligen Vogt von Iphofen gehörte. Im 15. Jahrhundert tauchte auch die um die Kirche befindliche Vorstadt erstmals auf. So wurde eine steinerne Kemenate genannt. 1453 tauchte außerdem eine Hofreit auf. Der Kirchhof war vielleicht mit kleineren Kirchgaden bestanden, hierauf weist die Nennung eines Häusleins aus dem Jahr 1524 hin. Während Ausgrabungen in den 1980er und 1990er Jahren stieß man auf Fundamentreste von Hofgebäuden des 15. und 16. Jahrhunderts. Nach dem Abriss der Martinskirche im ausgehenden 16. Jahrhundert dürfte auch die Vorstadt verschwunden sein.